# Kienböckova choroba
Kienbockova choroba (Morbus Kienböck) je vzácné onemocnění zápěstí, které postihuje poloměsíčitou kost (os lunatum), jednu z malých kostí v zápěstí. Jedná se o avaskulární nekrózu této kosti, což znamená, že dochází k přerušení nebo zhoršení přívodu krve do lunata, což vede k jeho odumírání a rozpadu.

## Příčiny
Přesná příčina Kienbockovy choroby není zcela jasná, ale existují některé faktory, které mohou přispívat k rozvoji onemocnění:
1. Trauma – Opakované nebo jednorázové poranění zápěstí může poškodit přívod krve do lunata.
2. Anatomické abnormality – Například variace v délce kosti (zejména radioulnární nesoulad, kde je loketní kost kratší než vřetenní kost), může vést k nadměrnému tlaku na lunatum.
3. Poruchy cévního zásobení – Někteří lidé mohou mít vrozené problémy s cévním zásobením této kosti.

## Příznaky
Kienbockova choroba se vyvíjí postupně, přičemž příznaky mohou být zpočátku nenápadné. Mezi běžné příznaky patří:
- Bolest zápěstí – Zvláště při fyzické aktivitě nebo při pohybu zápěstí.
- Ztuhlost zápěstí – Pacienti často cítí omezení pohyblivosti.
- Otok a citlivost – Zápěstí může být oteklé a bolestivé na dotek.
- Slabost ruky – V pokročilých stádiích může být snížena síla uchopení.

## Stádia nemoci

#### Stádium 1
- Charakteristika: V tomto stádiu dochází k narušení prokrvení kosti lunatum, ale kost ještě není strukturálně poškozená.
- Symptomy: Bolest v zápěstí, která se zhoršuje při fyzické aktivitě. Není výrazný otok nebo ztuhlost, ale pacienti mohou mít pocit, že zápěstí není zcela v pořádku.
- Diagnostika: Rentgenové snímky v této fázi často neukazují žádné viditelné změny na kosti. MRI (magnetická rezonance) je zde užitečná, protože dokáže odhalit poruchu prokrvení kosti ještě před strukturálním poškozením. Někdy se může kost zdát mírně změklá nebo zasažená ischemickým procesem.
- Léčba: V této fázi je často doporučována konzervativní léčba, například imobilizace zápěstí pomocí ortézy či dlahy. Cílem je odlehčit zápěstí a podpořit proces hojení. Mohou být předepsány protizánětlivé léky na zmírnění bolesti a otoku.

#### Stádium 2
- Charakteristika: V této fázi se objevují první strukturální změny na kosti lunatum, často ve formě mikrofraktur. Kost začíná degenerovat v důsledku nedostatečného prokrvení.
- Symptomy: Bolest v zápěstí přetrvává a může být intenzivnější, často doprovázena otokem a citlivostí. Pacienti také pociťují ztuhlost zápěstí a omezenou pohyblivost.
- Diagnostika: Rentgen již může odhalit viditelné změny v kosti lunatum, například mírné zploštění kosti nebo její fragmentaci. Tyto změny jsou způsobeny tím, že kost ztrácí svou pevnost a začíná se deformovat.
- Léčba: Pokud je onemocnění zachyceno v tomto stádiu, může být stále použita konzervativní léčba, včetně imobilizace a případné fyzioterapie. V některých případech se může zvážit chirurgická intervence, jako je revaskularizační operace, která se pokouší obnovit průtok krve do lunata.

#### Stádium 3
Toto stádium se dále dělí na 3A a 3B, protože zde dochází k výrazným změnám v kostní struktuře.
- Stádium 3A:
  - Charakteristika: Kost lunatum se začíná výrazně deformovat a ztrácí svůj normální tvar, ale přesto si zápěstí zachovává relativně normální anatomické postavení.
  - Symptomy: Bolest je intenzivní, zápěstí je výrazně ztuhlé a síla ruky může být snížená. Omezená pohyblivost je typická a bolest je přítomna jak při pohybu, tak v klidu.
  - Diagnostika: Rentgenové snímky ukazují zploštění a fragmentaci lunata. Je viditelný kolaps kosti, ale okolní struktury ještě nejsou zásadně ovlivněny.
  - Léčba: Často se zvažuje chirurgický zákrok, například osteotomie, při které se mění tvar okolních kostí zápěstí, aby se snížil tlak na lunatum. Další možností je revaskularizační chirurgie.
- Stádium 3B:
  - Charakteristika: V tomto stádiu je už kost lunatum značně deformovaná a dochází k částečné dislokaci zápěstí, což znamená, že některé z kostí v zápěstí nejsou již správně zarovnány.
  - Symptomy: Bolest, ztuhlost a omezená pohyblivost jsou intenzivní. Zápěstí může být výrazně nestabilní.
  - Diagnostika: Rentgenové snímky ukazují značné deformace lunata a subluxaci (částečná dislokace) dalších kostí v zápěstí.
  - Léčba: Chirurgické zákroky jsou často nevyhnutelné. Možnosti zahrnují ztužení zápěstí (artrodéza) nebo odstranění deformované kosti.

#### Stádium 4
- Charakteristika: V posledním stádiu dochází k výraznému rozpadu kosti lunatum a závažným degenerativním změnám v celém zápěstí. Výsledkem je rozvoj osteoartrózy zápěstí, což znamená, že se začnou poškozovat i ostatní kosti a chrupavky.
- Symptomy: Bolest je neustálá a intenzivní, zápěstí je velmi ztuhlé a pacient má výrazné omezení v pohybu. Síla ruky je výrazně snížená a běžné úkony mohou být velmi obtížné nebo nemožné.
- Diagnostika: Rentgen ukazuje nejen zničené lunatum, ale i degenerativní změny v okolních kostech zápěstí. Osteoartritické změny jsou zjevné – dochází k poškození kloubních ploch a k rozvoji osteofytů (kostních výrůstků).
- Léčba: V tomto stádiu je léčba zaměřena na zmírnění bolesti a udržení co největší funkčnosti zápěstí. Chirurgické možnosti zahrnují buď částečnou nebo úplnou artrodézu zápěstí (ztuhnutí zápěstního kloubu), aby se eliminovala bolestivá pohyblivost. Někdy se také odstraňuje postižená kost nebo je nahrazena protézou.

#### Shrnutí stádií
- Stádium 1: Nedostatečný průtok krve, žádné viditelné strukturální změny.
- Stádium 2: První viditelné poškození kosti, mikrofraktury.
- Stádium 3A: Kolaps kosti bez subluxace zápěstí.
- Stádium 3B: Kolaps kosti se subluxací zápěstí.
- Stádium 4: Degenerativní změny v celém zápěstí, rozvoj artrózy.

Každé stádium představuje postupné zhoršení stavu kosti a zápěstí, a čím dříve je onemocnění diagnostikováno, tím větší je šance na úspěšnou léčbu.

### Odhadovaná délka jednotlivých stádií
- Stádium 1 (počáteční ischemie): Toto stádium je často obtížné diagnostikovat, protože první příznaky, jako je bolest v zápěstí, mohou být nenápadné a nezřetelné. Toto stádium může trvat několik měsíců až několik let, než dojde k viditelnému poškození kosti.
- Stádium 2 (strukturální změny a mikrofraktury): Když začne být kost lunatum poškozená, objevují se první viditelné změny na rentgenových snímcích. Toto stádium může trvat 1–2 roky, v závislosti na závažnosti poškození a přítomnosti faktorů, jako je míra přetížení zápěstí či způsob léčby.
- Stádium 3 (kolaps kosti a subluxace): Jakmile dojde ke strukturálnímu kolapsu kosti, postupuje degenerace relativně rychle. Toto stádium může trvat několik měsíců až několik let, v závislosti na tom, jak rychle dochází ke kolapsu kosti a jestli je nemoc včas léčená chirurgickými zásahy.
- Stádium 4 (osteoartróza zápěstí): Toto je konečné stádium, které může nastat po několika letech. Ve většině případů by přechod do stádia 4 mohl trvat 5 až 10 let od prvních příznaků, ale to závisí na tom, jak rychle nemoc postupuje a jak je léčena.

## Diagnostika
Diagnostika zahrnuje fyzikální vyšetření, které může odhalit citlivost a ztuhlost zápěstí, a zobrazovací metody:
- Rentgen – Pro zjištění změn ve tvaru lunata.
- MRI – Ukazuje nedostatek prokrvení a může diagnostikovat onemocnění v raných stádiích.
- CT sken – Pro detailní zobrazení kosti a okolních struktur.

## Léčba
Léčba Kienböckovy choroby závisí na stádiu onemocnění, závažnosti příznaků a rozsahu poškození kosti lunatum. Zahrnuje jak konzervativní metody (nechirurgické), tak chirurgické možnosti, přičemž cílem je zmírnit bolest, zlepšit funkci zápěstí a zabránit dalšímu poškození.

### Konzervativní léčba (nechirurgická)
V raných stádiích Kienböckovy choroby (stádium 1 nebo 2), kdy jsou změny kosti minimální a zápěstí je stále relativně funkční, se používají méně invazivní metody:
- Imobilizace zápěstí: Použití ortézy nebo sádry může pomoci odlehčit zápěstí a snížit bolest. To může zpomalit další poškození a ulevit od příznaků.
- Nesteroidní protizánětlivé léky (NSAID): Léky jako ibuprofen nebo naproxen mohou zmírnit bolest a zánět.
- Fyzikální terapie: Cílem terapie je udržet hybnost a sílu zápěstí. Cvičení může pomoci udržet rozsah pohybu, ale měla by být prováděna opatrně a pod dohledem odborníka.
- Modifikace aktivity: Snížení námahy zápěstí, zejména omezení opakovaných pohybů nebo těžkých zátěží, může pomoci zmírnit příznaky.

### Chirurgická léčba
Jak nemoc postupuje (stádia 3 a 4), konzervativní léčba již často nestačí, a proto je potřeba zvažovat chirurgické možnosti. Cílem chirurgické léčby je zlepšit prokrvení kosti, stabilizovat zápěstí nebo odstranit poškozené části.

#### Možnosti chirurgické léčby:
- Revaskularizační operace: Tento zákrok zvyšuje přítok krve do kosti lunatum. Lékaři mohou použít kostní štěpy s cévami z jiných částí těla, aby zlepšili prokrvení a zastavili rozpad kosti. Tato metoda se obvykle používá v ranějších stádiích, když je kost lunatum ještě relativně neporušená.
- Proximální řadová karpektomie: Tento postup zahrnuje odstranění poškozených kostí, včetně kosti lunatum a dalších kostí v blízkosti. Cílem je zachovat alespoň částečnou hybnost zápěstí a zmírnit bolest. Tato operace se používá ve stádiích 3 a 4, kdy je lunatum silně poškozeno a ostatní kosti začínají trpět sekundárními změnami.
- Částečná fúze zápěstí (interkarpální artrodéza): Chirurg může provést fúzi některých kostí zápěstí (spojení dohromady), aby stabilizoval zápěstí. Toto omezuje pohyblivost zápěstí, ale může výrazně snížit bolest a zabránit dalšímu poškození.
- Celková fúze zápěstí: Pokud je zápěstí těžce poškozené a funkčnost je výrazně omezená, může být nutné provést úplnou fúzi zápěstí, kdy se spojí všechny kosti. Toto zápěstí zcela znehybní, ale eliminuje bolest.
- Shortening osteotomy of the radius: Tento chirurgický zákrok zahrnuje zkrácení kosti v předloktí (radius), aby se snížil tlak na kost lunatum. Tento postup může pomoci zabránit dalšímu poškození, pokud je přítomná anatomická abnormalita (např. kratší ulna).

### Léčba v pokročilých stádiích
V pozdních stádiích, když je kost lunatum téměř kompletně zničená a okolní kosti začínají vykazovat známky artritidy, jsou chirurgické možnosti často jediným řešením, jak zlepšit kvalitu života. Operace se zaměřují na:
- Stabilizaci zápěstí, aby se předešlo dalšímu poškození.
- Zmírnění bolesti a obnovení alespoň části hybnosti.

### Rehabilitace po operaci
Po chirurgickém zákroku je často nutná dlouhá rehabilitace, která zahrnuje fyzioterapii a cvičení pro obnovení síly a pohyblivosti zápěstí. Doba zotavení závisí na typu operace, ale může trvat několik měsíců.

#### Výběr léčby:
Výběr léčby závisí na:
- Stádiu onemocnění.
- Věku pacienta.
- Požadavcích na funkčnost zápěstí (profesionální nároky, sport).
- Závažnosti příznaků.

## Prognóza
Prognóza závisí na stadiu, ve kterém je nemoc diagnostikována. Včasná diagnóza a léčba mohou výrazně zpomalit postup nemoci a zachovat funkci zápěstí. V pokročilých stádiích může být nutná chirurgická intervence, aby se minimalizovala bolest a obnovila aspoň částečná funkčnost zápěstí.

## Epidemologie
1. Incidence (nové případy za rok) se obecně odhaduje na méně než 0,5 případů na 100 000 lidí ročně, což z ní činí vzácnou nemoc.
2. Častěji postihuje muže než ženy, přičemž poměr je zhruba 2:1 až 3:1.
3. Nejčastěji se vyskytuje u lidí ve věku mezi 20 a 40 lety, přičemž bývá spojena s fyzickou námahou nebo zaměstnáním, které zahrnuje opakované zatěžování rukou.
4. V některých studiích bylo zjištěno, že Kienböckova choroba může být spojena s anatomickými faktory, jako je například kratší délka ulny (loketní kosti), což může přispívat k neobvyklému zatížení poloměsíčité kosti.

### Proč je nemoc vzácná:
- Kost lunatum je malá a odolná, což znamená, že problémy s její prokrvením nejsou běžné.
- Aseptická nekróza, která je základem této choroby, častěji postihuje jiné kosti (například hlavu stehenní kosti).

Protože se jedná o vzácnou nemoc, mnoho lékařů se s ní během své kariéry setká jen několikrát. Specialisté na ortopedii nebo chirurgii ruky však mají více zkušeností s její diagnostikou a léčbou.